# Placidochromis hennydaviesae
Placidochromis hennydaviesae es una especie de peces de la familia Cichlidae en el orden de los Perciformes.

## Morfología
Los machos pueden llegar alcanzar los 10 cm de longitud total.

## Distribución geográfica
Se encuentra en el sur del lago Malawi África Oriental).